# Гейманович, Александр Иосифович
Александр Иосифович Гейманович (1882 ― 1958) ― советский учёный, невропатолог, доктор медицинских наук, профессор, директор Украинского психоневрологического института, вице-президент Украинской психоневрологической академии.

## Биография
Александр Иосифович Гейманович родился в 1882 году в городе Харькове.
В 1908 году завершил обучение на медицинском факультете Московского университета. До 1911 года осуществлял медицинскую практику в клинике нервных болезней университета под руководством профессора В. К. Рота. С 1911 по 1922 годы работал в Харькове. Сначала трудился врачом-психоневрологом губернской земской больницы, затем стал старшим ассистентом нервной клиники женского медицинского института.
В 1920 году был назначен и стал выполнять обязанности директора Украинского психоневрологического института. В 1932 году был избран на должность вице-президента Украинской психоневрологической академии, одновременно работал заведующим лабораторией в нервной клиникой и морфологии. С 1937 по 1953 годы трудился директором клиники нервных болезней и нейрогистологии лаборатории вновь созданного Украинского психоневрологического института. После 1953 года работал в должности консультанта Центральной психоневрологической и нейрохирургической больницы Министерства путей сообщения и клиники бальнеологической больницы в городе Харькове. В годы Великой Отечественной войны был консультантом-невропатологом одного из фронтов.
Является автором около 300 научных работ, которые были посвящены изучению инволюционных процессов, инфекционных заболеваний, травм и опухолей нервной системы, а также поражений нервной системы при общих и вирусных инфекциях. В 1911 году один из его трудов «Об истинных нейромах» был удостоен Крыловской премии Харьковского медицинского общества. Как руководитель он провёл подготовку около 20 научных работников, среди них 14 докторов медицинских наук.
Активный участник медицинского сообщества. Являлся заместителем председателя Всесоюзного нейрохирургического общества, был членом правления Всесоюзного общества невропатологов и психиатров, заместителем председателя Украинского общества невропатологов и психиатров.
Умер в Харькове в 1958 году.

## Научная деятельность
Труды, монографии:
- Гейманович А.И. Клиническая концепция эпидемического энцефалита, в кн.: Инфекция и нервная система, под ред. А. И. Геймановича, Харьков, 1927, С. 1;
- Гейманович А.И. Опухоли центральной нервной системы, Херсон, 1936;
- Гейманович А.И. Центральные моторные нарушения и психика, в кн.: Пробл, моторики в неврол, и психиат., под ред. А. И. Геймановича, Харьков, 1937, С. 140;
- Гейманович А.И. Некоторые особенности ранений периферических нервов в текущую войну и показания к операциям, в кн.: Сан. служба в дни Отечественной войны, под ред. М. Г. Лазарева и др., б. м., 1943, С. 236;
- Гейманович А.И. Очередные проблемы изучения мозговой травмы в послевоенном периоде, в кн.: Травм, поражения центр, и периферии. нервн. системы, под ред. H. М. Зеленского и др., Харьков, 1946, С. 33;
- Гейманович А.И. Ранняя диагностика ц профилактика инфекций нервной системы, в кн.: Вопр, профилакт. и предупредит, леч. нервн. и псих, заболеваний, под ред. П. И. Коваленко и др., Харьков, 1956—1957, С. 15.